# مارتین اشترانسل
مارتین اشترانسل (آلمانی: Martin Stranzl؛ زادهٔ ۱۶ ژوئن ۱۹۸۰) بازیکن سابق و مربی فوتبال اهل اتریش است.
از باشگاه‌هایی که در آن بازی کرده‌است می‌توان به باشگاه فوتبال اسپارتاک مسکو، باشگاه فوتبال بروسیا مونشن‌گلادباخ، باشگاه فوتبال اشتوتگارت، و باشگاه فوتبال مونیخ ۱۸۶۰ اشاره کرد.
وی همچنین در تیم ملی فوتبال اتریش بازی کرده‌است.